# Brizlincote
Brizlincote – wieś w Anglii, w hrabstwie Staffordshire, w dystrykcie East Staffordshire. Leży 35 km na wschód od miasta Stafford i 176 km na północny zachód od Londynu.